# William Bilbo
Pour les articles homonymes, voir Bilbo.
William N. Bilbo, né vers 1815 en Virginie et mort en 1867, est un avocat, journaliste et entrepreneur américain. En 1865, Bilbo aida le Secrétaire d'État des États-Unis William Henry Seward à faire passer le XIIIe amendement de la Constitution, qui mit fin à l'esclavage dans le pays.
Dans le film Lincoln (2012), le personnage de William Bilbo est interprété par l'acteur James Spader.

## Référence
- (en) Cet article est partiellement ou en totalité issu de l’article de Wikipédia en anglais intitulé « William Bilbo » (voir la liste des auteurs).